# Hausse og baisse
Hausse (af fransk hausse) er en betegnelse for prisstigninger på varer og kursstigninger i værdipapirer - og spekulation i sådanne stigninger; også kaldet Go long.
Baisse (af fransk baisse) er en betegnelse for prisfald på varer og kursfald i værdipapirer - og spekulation i sådanne fald; også kaldet shorting.

## Spekulation
Når man regner med, at der er hausse i et marked, vil man købe de aktiver, det drejer sig om, med det samme (hvor prisen er lav) og sælge dem på et senere tidspunkt til en højere pris.
Omvendt vil man, hvis man regner med et faldende marked, forsøge at sælge aktiver til senere levering og vente med at anskaffe dem til lige før leveringstidspunktet, f.eks. ved shortselling.